# Русско-тлинкитская война
Русско-тлинкитская война (1802—1818) — серия вооружённых конфликтов между русскими колонистами и индейцами-тлинкитами за контроль над островом Ситха (современный Баранова) и всей Юго-Восточной Аляски от залива Якутат до южного мыса острова Принца Уэльского.

## Предыстория
Впервые русские промышленники столкнулись с тлинкитами в 1792 году на острове Хинчинбрук, где между ними произошёл вооружённый конфликт с неопределённым результатом: глава партии промышленников и будущий правитель Аляски Александр Баранов едва не погиб, индейцы отступили, но русские не решились закрепиться на острове и также отплыли на остров Кадьяк. Тлинкитские воины были одеты в деревянные куяки, лосиные плащи и деревянные шлемы с изображением животных и различных сверхъестественных существ.
В 1799 году один из помощников Баранова Василий Медведников прибыл на бриге Орёл к западному берегу острова Ситка, а после того, как вскоре сюда прибыл сам Баранов, здесь была заложена крепость Св. Архистратига Михаила (Михайловская крепость).
К Баранову в новое поселение приезжали старейшины местных тлинкитов — Скаутлельт, Коухкан и Скаатагеч. Начальником крепости был назначен Медведников. Согласно приказу Баранова русские ничего не брали у индейцев даром.

## Восстание тлинкитов

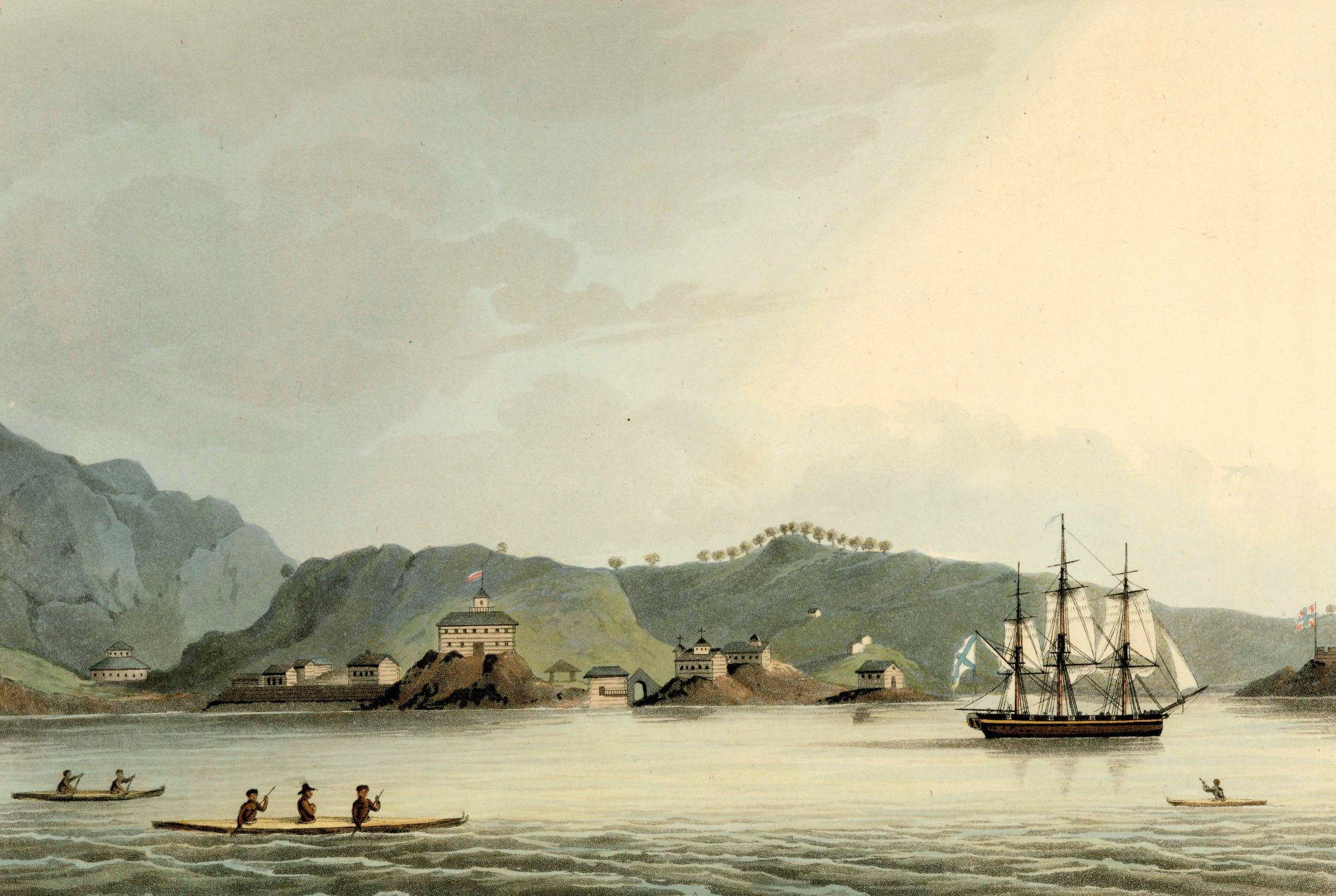
Русский военный шлюп «Нева», принимавший участие в Битве при Ситке

В мае 1802 года началось мощное восстание тлинкитов (русские называли их колюжами или колошами), стремившихся изгнать русских вместе с байдарочными флотилиями со своей земли и территориальных вод. Первая стычка на материке произошла 23 мая, когда крупная байдарочная флотилия во главе с И. А. Кусковым шла на промысел калана в проливы архипелага Александра. В июне отряд в 600 индейцев под предводительством тойона (вождя) Катлиана напал на Михайловскую крепость (на острове Ситка). Они дождались, когда «ситкинская» партия отправилась на промысел, и атаковали крепость, в которой оставалось 15 человек. Через день индейцы уничтожили почти целиком маленькую партию Василия Кочесова, возвращавшуюся в крепость с промысла сивучей. «Ситкинская» партия (165 человек) была атакована тлинкитами в районе пролива Фредерик в ночь с 19 на 20 июня и полностью разгромлена. Приплывший в этот район немного позже английский бриг «Юникорн» (англ. Unicorn) Генри Барбер вместе с двумя американскими капитанами выручил чудом выживших русских и живших в крепости эскимосских женщин с Кадьяка, причем они захватили в плен тлинкитских вождей и потопили пушечным огнем несколько тлинкитских каноэ, после чего индейцы вынуждены были выдать им русских и эскимосских пленных и награбленные в разоренной крепости меха. Барбер прибрал к рукам пушнину, а затем отправился с пленными из Михайловской крепости на Кадьяк, где в это время находился Баранов. Здесь он потребовал выкуп за пленников и получил от Баранова каланьих шкур на 10 000 рублей.
Утрата Михайловской крепости была тяжелейшим ударом для русских колоний и лично для А. А. Баранова. Общие потери Российско-американской компании составили 24 русских и около 200 кадьякских эскимосов, чугачей и алеутов.

## Противостояние
В начале мая 1803 года Баранов послал галиот «Св. Александр Невский» в залив Якутат в Новороссийск (на Аляске) к Ивану Кускову, где находился значительный русский гарнизон. Кусков отговорил Баранова от поспешной карательной экспедиции на год.

## Битва при Ситке

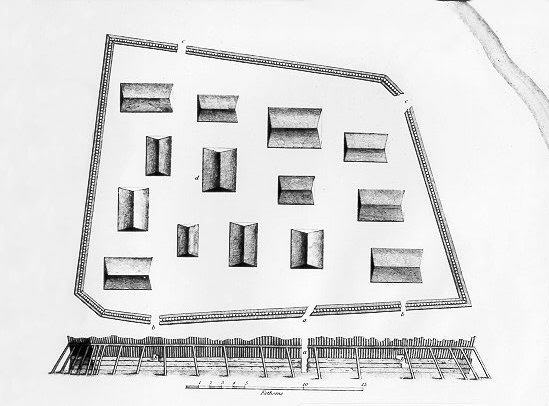
План колошской крепости Шисги-Нуву («Крепость Молодого Деревца»), составленный Юрием Лисянским после Битвы при Ситке

В 1804 году Баранов двинулся из аляскинского Новороссийска на завоевание Ситки. В его отряде было 150 русских и 900 эскимосов Кадьяка, эскимосы чугачи и индейцы денаина на байдарках и с кораблями «Ермак», «Александр», «Екатерина» и «Ростислав». В сентябре А. А. Баранов достиг Ситки. Здесь он обнаружил шлюп «Нева» Ю. Ф. Лисянского, который совершал кругосветное плавание. Индейцы выстроили деревянную крепость, в которой засело несколько сот бойцов. Русские, обстреляв из корабельных орудий поселение, начали штурм, который, однако, был отбит. Во время него Баранов был легко ранен в руку. Однако осада и артиллерийские обстрелы продолжались. Осознав бесперспективность сопротивления, индейцы покинули свою крепость и бежали на восточную часть острова Ситка. В покинутом укреплении нашли нескольких старух и убитых детей. 8 октября 1804 года над туземным поселением был поднят русский флаг. Началось строительство форта и нового поселения. Вскоре здесь вырос город Ново-Архангельск. Потери русской коалиции составили около 20 человек.

## Падение Якутата
20 августа 1805 года воины-эяки клана тлахаик-текуеди (тлухеди) во главе с Танухом и Лушваком и их союзники из числа тлинкитов клана куашккуан сожгли Якутат и перебили остававшихся там русских. Нападение тщательно спланировал и организовал Танух, который, пользуясь доверием, вошёл в крепость и убил начальника крепости, после чего согласно индейским преданиям по его сигналу «каждый воин убил своего русского». Из всего населения русской колонии в Якутате в 1805 г. погибло, по официальным данным, 14 русских «и с ними ещё много островитян», то есть кадьякцев и чугачей. Основная же часть партии вместе с Демяненковым, убедившись, что Якутат сожжён, отправилась в дальний морской переход и была потоплена в море налетевшей бурей. Тогда погибло около 250 человек. Спаслись только около 30 человек, которые в силу крайнего изнеможения отказались плыть в море, решили сдаться тлинкитам и двигались вдоль берега. Падение Якутата и гибель партии Демяненкова стали ещё одним тяжёлым ударом для русских колоний. Была утрачена важная хозяйственная и стратегическая база на побережье Америки[1].

## Дальнейшее противостояние

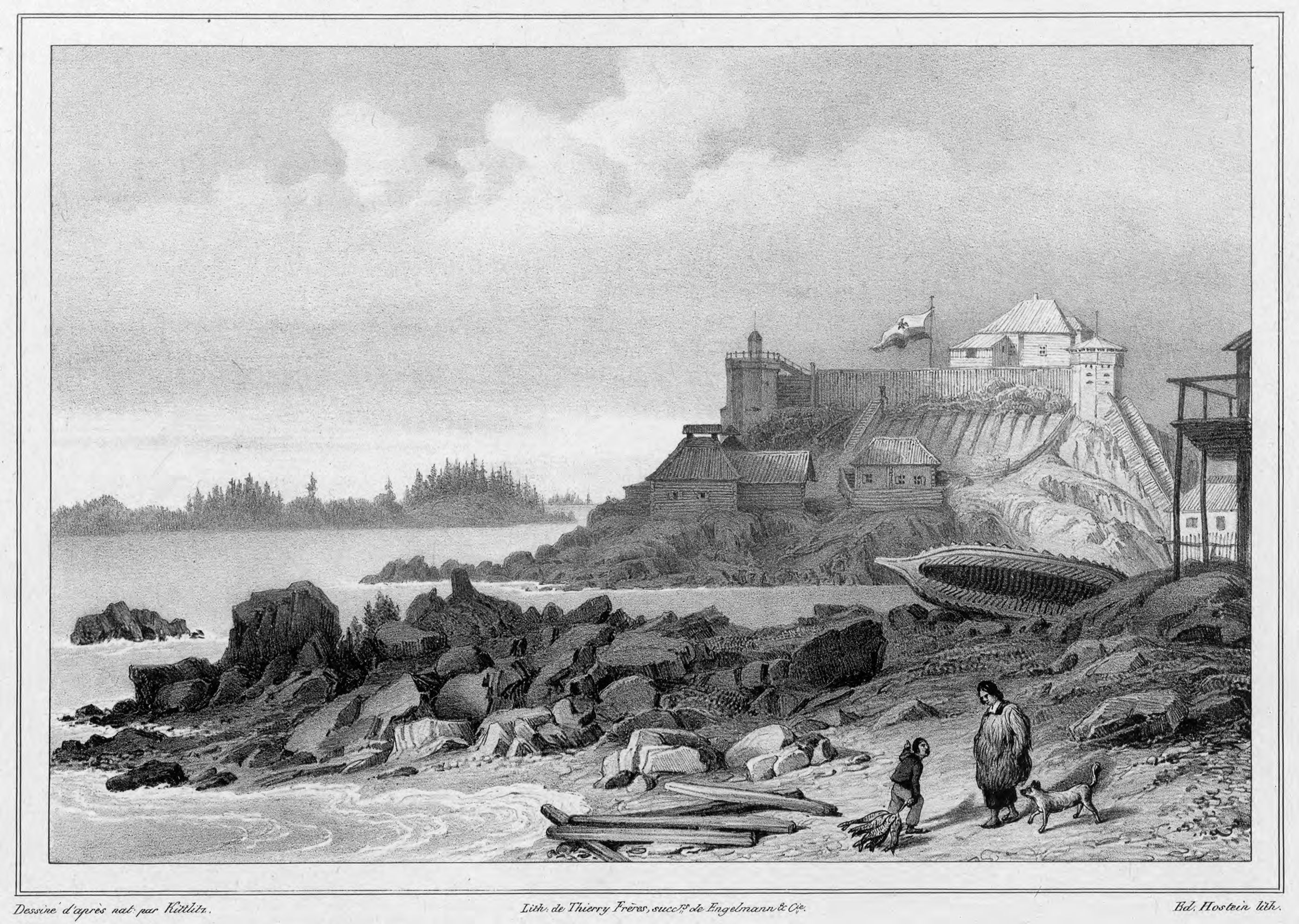
Новоархангельская крепость. Резиденция губернатора Русской Америки

В дальнейшем с индейцами удалось заключить перемирие, и РАК пыталась вести промысел каланов в водах архипелага Александра ими с помощью байдарочных флотилий под прикрытием вооружённых русских кораблей, так как тлинкиты порой осуществляли нападения на участников промысловых партий.

## Результаты
В результате нападений индейцев были уничтожены 2 русские крепости и селение в Юго-Восточной Аляске, погибло около 45 русских и более 230 туземцев (ещё приблизительно 250 из партии Демяненкова стали косвенными жертвами конфликта в Якутате). Всё это на несколько лет остановило продвижение русских в южном направлении вдоль северо-западного побережья Америки. Индейская угроза и в дальнейшем сковывала силы РАК в районе архипелага Александра и не позволяла приступить к систематической колонизации Юго-Восточной Аляски. Однако после прекращения промысла в угодьях индейцев отношения несколько улучшились и РАК возобновила торговлю с тлинкитами и даже позволила им восстановить родовое селение возле Новоархангельска. 
После заключения формального перемирия взаимная враждебность постепенно сглаживалась, но ни одна из сторон не могла с полным на то правом причислить себя к победителям. Тлинкиты не достигли своей цели – им не удалось изгнать русских со своих земель. Но и РАК не добилась своего – не удалось сломить сопротивления индейцев, поставить их в полную зависимость от себя, как то случилось с населением Кадьяка и Алеутских островов. Война, в которой не одержала верх ни одна из сторон, закончилась взаимоприемлемым, если не взаимовыгодным, компромиссом. Российско-Американская компания всё же сумела закрепиться на юго-восточном побережье Аляски, получая прибыль, как от торговли, так и от эксплуатации природных ресурсов края. Тлинкиты же, извлекая выгоду из торговли с русскими, сумели отстоять и свои охотничьи угодья, и свою независимость; ловко играя на противоречиях между русскими, англичанами и американцами, пользуясь преимуществами своего буферного положения, они распространили своё влияние на ряд племён материковой Аляски. Помимо этого, им отчасти даже удалось достичь желаемой цели – к 1821 г. русские промысловые партии были практически вытеснены из Проливов, полностью вернувшихся под контроль тлинкитских кланов.

## Рецидивы противостояния
Рецидивы войны продолжались и после 1805 года, в частности, в 1813 и 1818 годах.
В 1806 году тлинкиты продолжали навещать русское заселение, прибывая группами по 10-15 человек и осматривая при этом “пристально укрепления наши”, как Н. П. Резанов. Поселенцам приходилось постоянно держать оружие наготове: “На эленг не иначе ходят, как с заряженными ружьями так как и в лес для рубки брёвен и зжения уголья и для всех работ берутся равные предосторожности.”
В 1850 тлинкиты (ситкинские колоши) устроили несколько ссор и драк с русскими на рынке и в лесу близ Ново-Архангельска. В ответ на эти провокации главный правитель Н. Я. Розенберг объявил индейцам, что в случае продолжения беспорядков он распорядится вообще закрыть «колошенский рынок» и прервёт с ними всякую торговлю. Реакция индейцев на этот ультиматум носила беспрецедентный характер: утром следующего дня они предприняли попытку захватить Ново-Архангельск. Часть из них, вооружившись ружьями, засела в кустах у крепостной стены; другая, приставив заранее заготовленные лестницы к деревянной башне с пушками, так называемой «Колошенской батарее», едва не овладела ею. К счастью для русских, часовые были начеку и вовремя подняли тревогу. Подоспевший на помощь вооружённый отряд сбросил вниз трёх уже влезших на батарею индейцев, а остальных остановил. В 1852 тлинкиты разорили маленькое русское поселение на Горячих Ключах близ Ново-Архангельска (один русский служащий РАК был убит).
В ноябре 1855 произошёл ещё один инцидент, когда несколько туземцев захватили Андреевскую одиночку в нижнем течении Юкона. В это время здесь находились её управляющий — харьковский мещанин Александр Щербаков и двое служивших в РАК работников-финнов. В результате внезапного нападения байдарщик Щербаков и один рабочий были убиты, а одиночка разграблена. Оставшемуся в живых служащему РАК Лаврентию Керянину удалось бежать и благополучно добраться до Михайловского редута. Немедленно была снаряжена карательная экспедиция, которая разыскала скрывавшихся в тундре туземцев, разоривших Андреевскую одиночку. Они засели в бараборе (эскимосской полуземлянке) и отказывались сдаваться. Русские вынуждены были открыть огонь. В результате перестрелки пятеро туземцев были убиты, а одному удалось бежать.

## Символическое «заключение мира» и его ревизия
Когда 25 октября 1989 года в центре Ситки был установлен памятник А. Баранову, дар городу от частных лиц Ллойда и Барбары Хеймс, это вызвало протесты ряда активистов коренных народов. Перед установкой неизвестные отрезали ему нос, позднее восстановленный.
Спустя двести лет после сражения у крепости Шисги-Нуву, осенью 2004 года на территории Национального исторического парка Ситки была проведена официальная церемония примирения между кланом киксади и Россией (перемирие 1805 года, заключённое между Катлианом и Барановым без соблюдения тонкостей «индейского протокола», тлинкитами не признавалось). В церемонии, согласно требованию клана киксади и благодаря сотрудничеству Службы национальных парков, Библиотеки Конгресса, российских историков и Культурного центра индейцев Юго-Востока Аляски, принимала участие проживающая в Москве И. О. Афросина — прямой потомок главного правителя колоний Баранова. Церемония примирения проводилась на поляне, рядом с тотемным столбом военного вождя киксади Катлиана, установленным в 1999 году. Под историей давней вражды была подведена последняя черта.
Однако взгляды на примирение быстро подверглись ревизии. В 2020 в ходе протестов движения BLM в США подверглись массовому демонтажу и разрушению памятники историческим фигурам, которые по мнению протестующих практиковали расизм. Городской совет Ситки 14 июля 2020 решил переместить памятник А. Баранову из центра города в исторический музей. В резолюции принятой на заседании отмечается, что хотя Баранов оставил «неизгладимый отпечаток» в истории Ситки, но при этом руководил «порабощением, убийствами и грабежами коренного населения Аляски» — тлинкитов и алеутов. «Из-за жестокости Баранова тлинкиты дали ему прозвище „Бессердечный“. Насилие, которое он совершал, стало исторической травмой коренного населения и до сих пор причиняет боль его представителям».